# Mắt biếc (phim)
Mắt biếc (tựa tiếng Anh: Dreamy Eyes) là phim điện ảnh chính kịch lãng mạn của Việt Nam năm 2019 do Victor Vũ đạo diễn, kiêm đảm nhiệm phần kịch bản cùng với nhóm biên kịch A Type Machine. Đây là phiên bản chuyển thể điện ảnh từ tiểu thuyết cùng tên phát hành năm 1990 của nhà văn Nguyễn Nhật Ánh, đồng thời cũng là phim điện ảnh thứ hai của Victor Vũ chuyển thể dựa trên tác phẩm của nhà văn sau thành công của Tôi thấy hoa vàng trên cỏ xanh (2015). Tác phẩm do hai hãng Galaxy Media & Entertainment và November Films hợp tác sản xuất, với sự tham gia của dàn diễn viên gồm Trần Nghĩa, Trúc Anh, Trần Phong, Khánh Vân và Thảo Tâm. Nội dung của phim đi qua từng bước trưởng thành của Ngạn cùng mối tình đơn phương của cậu với Hà Lan – cô bạn thân xinh đẹp sở hữu đôi "mắt biếc".
Victor Vũ bắt đầu quá trình tuyển chọn diễn viên cho dự án từ tháng 11 năm 2018. Phim bắt đầu được khởi quay vào giữa tháng 3 năm 2019 và đóng máy vào cuối tháng 5 tại Quảng Nam và Thừa Thiên Huế. Mắt biếc được khởi chiếu tại rạp vào ngày 20 tháng 12 năm 2019. Giới chuyên môn đưa ra nhiều lời khen ngợi cho tác phẩm, đặc biệt nhấn mạnh vào phần diễn xuất, kỹ thuật sản xuất, hình ảnh, âm nhạc và sự trung thành với tinh thần của nguyên tác gốc. Phim đạt thành công lớn về mặt doanh thu khi đem về 180 tỷ VND. Mắt biếc là phim điện ảnh đại diện Việt Nam được gửi đi dự sơ tuyển cho hạng mục Phim ngoại ngữ hay nhất tại Giải Oscar lần thứ 93 nhưng bị loại khỏi danh sách đề cử rút gọn.

## Nội dung
Mắt biếc xoay quanh mối tình đơn phương của Ngạn với Hà Lan, cô bạn gái có cặp mắt hút hồn nhưng cá tính bướng bỉnh. Một chuyện tình nhiều cung bậc, từ ngộ nghĩnh trẻ con, rồi tình yêu thuở học trò trong sáng, trải qua bao biến cố, trở thành một cuộc "đuổi hình bắt bóng" buồn da diết nhưng không nguôi hi vọng. Câu chuyện càng trở nên éo le hơn khi Trà Long - con gái của Hà Lan lớn lên lại nhen nhóm một tình yêu như thế với Ngạn.
Phim lấy bối cảnh ở thập niên 1960 và 1970. Nhân vật chính là Ngạn, cậu bé sinh ra và lớn lên tại ngôi làng Đo Đo, tỉnh Quảng Nam (cũng là nguyên quán của tác giả Nguyễn Nhật Ánh). Cậu yêu mến cô bạn tên Hà Lan, người có đôi mắt đẹp tuyệt trần mà Ngạn tự gọi là "mắt biếc". Cả hai cùng trải qua biết bao nhiêu kỷ niệm tại làng quê nghèo này, dần dần trong Ngạn nảy sinh một tình yêu thầm lặng dành cho Hà Lan. Khi lớn lên, cả hai đều đi học trên thành phố Huế. Hà Lan ở chung nhà với người cô trong khi Ngạn ở chung nhà với cậu Huấn.
Cậu Huấn có một người con trai tên Dũng, là anh họ của Ngạn. Tuy là con nhà giàu, sành điệu và giỏi võ, nhưng Dũng không phải là người đàng hoàng. Một lần Hà Lan qua tìm Ngạn để mượn sách, Dũng đã để ý Hà Lan và từ đó tìm cách tán tỉnh cô, điều này làm Ngạn thấy khó chịu. Không thể cưỡng lại sức hấp dẫn của chốn thành thị xa hoa nên Hà Lan đã ngã vào vòng tay Dũng. Mỗi khi Dũng làm Hà Lan đau khổ, Hà Lan tìm đến tâm sự với Ngạn. Hà Lan như vậy càng khiến Ngạn đau lòng hơn vì điều anh cần chỉ là thấy cô được hạnh phúc. Có lần Ngạn xảy ra ẩu đả với Dũng để rồi bị đánh tơi tả.
Hà Lan mang thai nên phải nghỉ học và dọn đến khu phố khác. Ngạn biết chuyện nên thường đến chăm sóc cô. Trong khi Ngạn luôn bên cạnh chăm sóc Hà Lan thì Dũng đã cưới một cô gái khác tên Bích Hoàng. Hà Lan sinh ra một đứa con gái, đặt tên là Trà Long và gửi về quê cho bà ngoại nuôi. Cuối cùng Ngạn cũng tốt nghiệp, anh trở thành thầy giáo và trở về làng Đo Đo dạy học. Còn Hà Lan mở một tiệm may trên thành phố, cô luôn bận rộn với công việc, hiếm khi có thời gian về thăm. Một cô gái tên Hồng đem lòng yêu Ngạn từ thời đi học, cô cũng về làng Đo Đo dạy học để được ở gần bên anh, tuy nhiên Ngạn chỉ một lòng yêu Hà Lan.
Ngạn đã chăm lo cho Trà Long suốt mười mấy năm, từ lúc cô bé còn nhỏ cho đến khi trở thành thiếu nữ đi học trên thành phố Huế. Trà Long như một bản sao của Hà Lan, làm Ngạn cảm thấy như được sống lại một thời ký ức ngày xưa. Biết rằng Ngạn sẽ không bao giờ yêu mình, Hồng đau khổ dọn vào Sài Gòn sống. Trà Long bắt đầu yêu Ngạn, điều này làm anh bất ngờ. Để tránh mọi chuyện tồi tệ hơn, Ngạn quyết định bỏ đi thật xa. Hai mẹ con Hà Lan đều sốc khi biết Ngạn ra đi. Sau một hồi tâm sự với Trà Long, Hà Lan hiểu rằng cô không nên bỏ lỡ một người yêu mình thật lòng. Hà Lan chạy ra nhà ga để giữ Ngạn lại, nhưng cô không đuổi kịp chiếc xe lửa. Hà Lan đã khóc, và ở trên xe lửa, Ngạn cũng khóc.

## Diễn viên

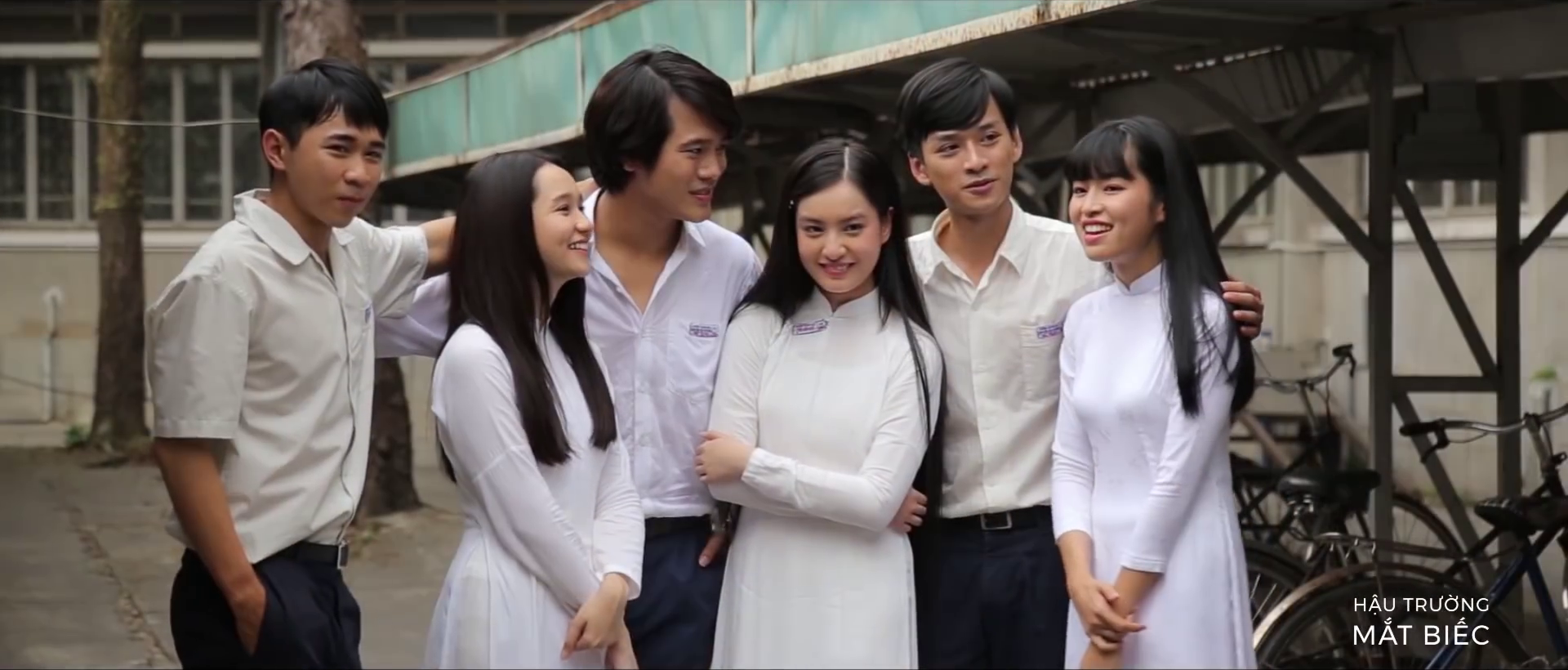
Dàn diễn viên phim Mắt biếc

- Trần Nghĩa vai Ngạn:[4][5] Chàng trai sinh ra và lớn lên ở làng Đo Đo, mang dáng vẻ thư sinh cùng tâm hồn nghệ sĩ. Ngạn yêu nhất hai điều trong đời mình: ngôi làng Đo Đo và Hà Lan. Tình yêu Ngạn dành cho Hà Lan gần như vĩnh cửu, không hề phai nhòa sau 30 năm dù Hà Lan đã đem lòng yêu Dũng và hình bóng của Dũng. Phạm Đình Thái Ngân lồng tiếng cho phần hát của nhân vật.[6]
- Trúc Anh vai Hà Lan:[7][8] Cô gái mà Ngạn phải lòng cô từ thuở nhỏ, nhưng khác với Ngạn, Hà Lan luôn muốn thoát khỏi ngôi làng nhỏ bé, lạc hậu của cô để theo đuổi khát khao đối với thế giới hiện đại, nhộn nhịp của thành phố.
- Trần Phong vai Dũng: Người mà Hà Lan phải lòng khi lên thành phố đi học
- Khánh Vân vai Trà Long: Con gái của Hà Lan và Dũng. Phải xa Hà Lan từ nhỏ, Trà Long lớn lên trong vòng tay che chở của Ngạn nên khác với mẹ mình, cô luôn cảm mến và ngưỡng mộ Ngạn.
- Thảo Tâm vai Hồng: Bạn của Ngạn và Hà Lan lúc nhỏ, đơn phương yêu Ngạn dù biết Ngạn yêu Hà Lan và luôn trở thành "bình phong" trong những tình huống Ngạn đi theo dõi Hà Lan. Đây là nhân vật duy nhất được thêm vào phim và không có trong nguyên tác của truyện

Ngoài ra, phim còn có sự tham gia diễn xuất của dàn diễn viên phụ gồm Hữu Luân trong vai Cậu Huấn, Khánh Huyền vai Cô của Hà Lan, Huỳnh Mai Cát Tiên vai Bích Hoàng, Ngọc Thảo vai Ba của Ngạn, Thanh Hiền vai Bà nội của Ngạn, Xuân Phúc vai Linh, và Phan Bảo Tiên vai Trà Long lúc nhỏ.

## Sản xuất

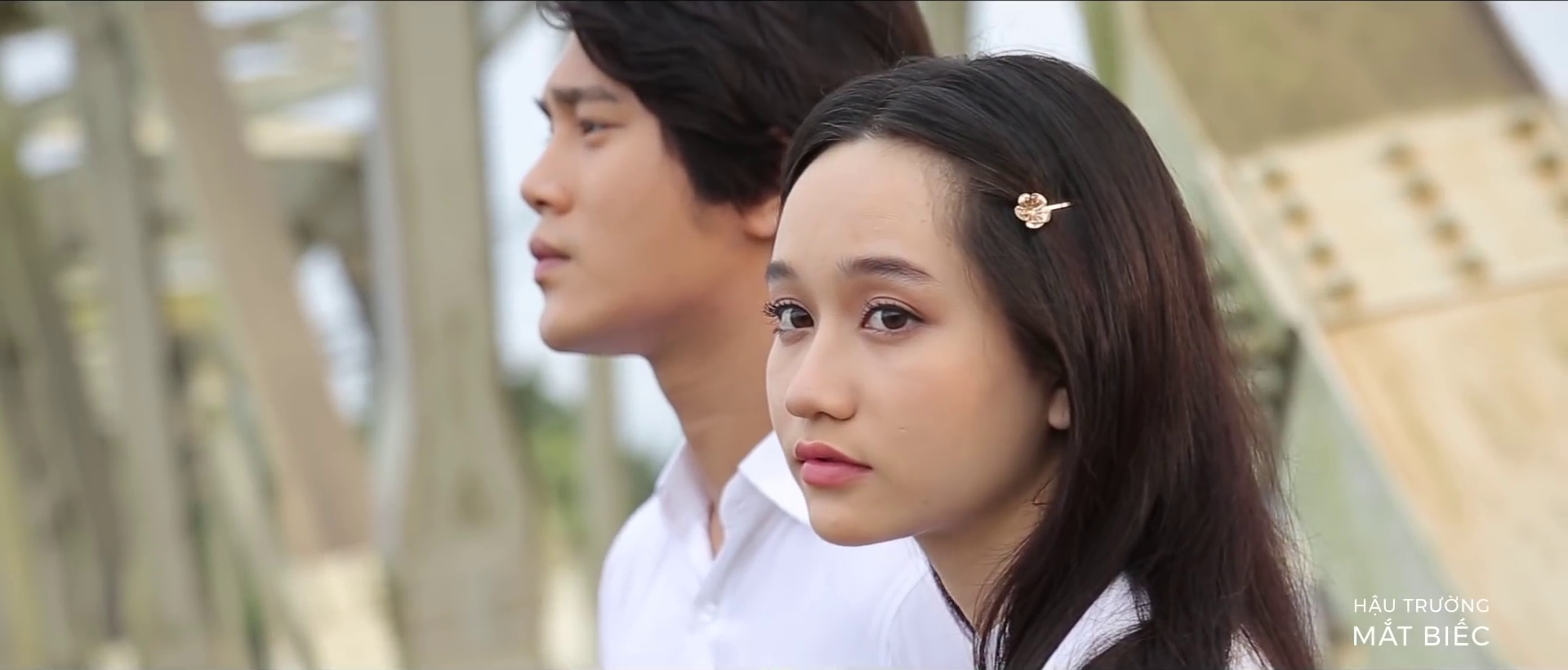
Trúc Anh và Trần Phong trong hậu trường phim Mắt biếc.

Theo đạo diễn Victor Vũ, dự án điện ảnh Mắt biếc mất hơn ba năm để thực hiện, từ lúc mua bản quyền nguyên tác năm 2016, phát triển kịch bản, ghi hình, cuối cùng là công chiếu vào tháng 12 năm 2019.
Thông tin về dự án chuyển thể Mắt biếc bắt đầu xuất hiện từ ngày 5 tháng 11 năm 2018 khi Galaxy Media & Entertainment và November Films đăng tải hình ảnh tìm kiếm các ứng viên tiềm năng phù hợp với vai diễn các nhân vật trong tiểu thuyết nguyên tác. Các vai diễn được tìm kiếm bao gồm vai Ngạn, Hà Lan, Dũng và Trà Long, với độ tuổi 16-22, ngoại hình sáng cùng các yêu cầu riêng biệt đối với từng nhân vật.
Bộ phim bắt đầu được khởi quay vào ngày 18 tháng 3 năm 2019. Phim quay liên tục trong 44 ngày và đóng máy vào ngày 27 tháng 5 năm 2019. Các cảnh phim chủ yếu được thực hiện ở Thăng Bình, Quảng Nam – bối cảnh quê hương nhân vật – và Huế, Thừa Thiên Huế – bối cảnh thành phố trong phim.
Để tái hiện được không gian và thời gian của thập niên 1960 – 1970 khi câu chuyện diễn ra, nhà sản xuất đã đầu tư cho các bối cảnh chính như trường học nữ sinh, làng Đo Đo, hội chợ dân gian, rừng sim, đường phố, nhà ga xe lửa. Khoảng 1000 diễn viên quần chúng đã tham gia trong quá trình quay. Nhiều con phố như Bạch Đằng, Kim Long, Huỳnh Thúc Kháng cũng như các đạo cụ, thiết kế và trang phục đều được phục dựng sao cho giống với nguyên tác nhất.

### Âm nhạc
Mắt biếc có 4 bài hát do Phan Mạnh Quỳnh sáng tác, bao gồm Có chàng trai viết lên cây, Từ đó, Tôi chỉ muốn nói và Hà Lan. Đáng chú ý, Có chàng trai viết lên cây vốn đã được sáng tác từ năm 2016, và bài hát đã được đổi lời cho phù hợp với bộ phim. Ngoài ra, bộ phim có sáu bài hát thập niên 60, 70, được dùng lại. Nhà soạn nhạc Christopher Wong trực tiếp sáng tác mười trong tổng số 20 bản nhạc nền của phim. Ông và đạo diễn Victor Vũ đã mời dàn nhạc giao hưởng Bulgaria thu âm phần nhạc nền này.
| STT | Nhan đề                      | Sáng tác        | Thể hiện                         | Thời lượng |
| --- | ---------------------------- | --------------- | -------------------------------- | ---------- |
| 1.  | "Có chàng trai viết lên cây" | Phan Mạnh Quỳnh | Phan Mạnh Quỳnh                  | 5:05       |
| 2.  | "Từ đó"                      | Phan Mạnh Quỳnh | Phan Mạnh Quỳnh                  | 3:01       |
| 3.  | "Tôi chỉ muốn nói"           | Phan Mạnh Quỳnh | Phan Mạnh Quỳnh                  | 3:12       |
| 4.  | "Hà Lan"                     | Phan Mạnh Quỳnh | Phan Mạnh Quỳnh                  | 5:14       |
| 5.  | "Tôi muốn"                   | Lê Hựu Hà       | Phượng Hoàng Band & Elvis Phương | 2:31       |
| 6.  | "Sống cho qua hôm nay"       | Lê Hựu Hà       | Phượng Hoàng Band & Elvis Phương | 4:27       |
| 7.  | "Huyền thoại người con gái"  | Lê Hựu Hà       | Elvis Phương                     | 4:38       |
| 8.  | "Tóc mai sợi vắn sợi dài"    | Phạm Duy        | Thành Mái                        | 4:37       |
| 9.  | "Đêm huyền diệu"             | Y Vân           | Phương Tâm                       | 4:39       |
| 10. | "Mộng chiều xuân"            | Ngọc Bích       | Lệ Thu                           | 3:31       |
| 11. | "Những giấc mơ ở lại"        | Ngô Minh Tài    | Nguyễn Kiều Oanh                 | 4:17       |

## Phát hành
Mắt biếc chính thức được phát hành vào ngày 20 tháng 12 năm 2019. Từ tối ngày 21 đến ngày 22 tháng 12, hàng trăm người hâm mộ tại Hà Nội đã xếp hàng để mua vé xem suất chiếu phim vào cuối tuần. Vào những ngày tiếp theo, để đáp ứng nhu cầu, các rạp chiếu đã xếp tăng suất chiếu của bộ phim lên trên 20 suất mỗi ngày. Bộ phim cũng được phát hành độc quyền trên ứng dụng Galaxy Play từ ngày 19 tháng 4 năm 2020. Bộ phim tranh cử ở vòng sơ tuyển, hạng mục "Phim truyện quốc tế" tại giải Oscar 2021.

### Quảng bá
Ngày 8 tháng 8 năm 2018, đạo diễn Victor Vũ đã đăng tải một dòng trạng thái trên Facebook có hình bìa cuốn sách Mắt biếc và dòng chữ "tôi cảm thấy..." ngụ ý rằng đây sẽ là tác phẩm tiếp theo được anh chuyển thể thành phim. Ngày 11 tháng 7 năm 2019, đoạn phim giới thiệu ban đầu (teaser trailer) của bộ phim được đăng tải trên YouTube. Video dài 1 phút 30 giây hé lộ một số cảnh quay của bộ phim trên nền bài hát Có chàng trai viết lên cây của Phan Mạnh Quỳnh. Ngày 4 tháng 12 năm 2019, đoạn phim giới thiệu chính đã được đưa ra, tiết lộ những biến cố, thử thách trong bộ phim.
Buổi họp báo giới thiệu phim Mắt biếc đã được diễn ra vào chiều ngày 4 tháng 12 năm 2019 tại Thành phố Hồ Chí Minh.

## Đón nhận

### Doanh thu phòng vé
Mắt biếc trở thành hiện tượng phòng vé cuối năm 2019 khi thu khoảng 50 tỷ đồng chỉ sau ba ngày phát hành. Sau 10 ngày, hay đến ngày 28 tháng 12 năm 2019, bộ phim đã đạt doanh thu 100 tỷ đồng. Đến ngày 22 tháng 1 năm 2020, Mắt biếc vượt mặt Em chưa 18 với doanh thu 172 tỉ đồng 
Dù bộ phim được dán nhãn C16 (chỉ dành cho khán giả từ 16 tuổi trở lên) nhưng lượng người xem vẫn rất phong phú. Bộ phim đạt tỷ lệ lấp đầy các phòng chiếu trung bình là 50% cho các suất buổi sáng và 90% cho các suất chiếu buổi tối.

## Ảnh hưởng

### Du lịch
Nhiều bối cảnh trong bộ phim đã trở thành những điểm thu hút nhiều người tham quan. Theo đó, sau khi Mắt biếc được phát hành, lượng khách đổ về thôn Hà Cảng (xã Quảng Phú, tỉnh Thừa Thiên Huế) ngày càng đông, nhất là khách du lịch nội địa. Cây cổ thụ – nơi nhân vật Ngạn đánh đàn cho Hà Lan nghe trong phim – nhận được nhiều lượt ghé thăm nhất, sau đó được đổi tên thành "cây Mắt Biếc". Những địa điểm khác, chẳng hạn như Trường tiểu học cộng đồng Đo Đo, chợ làng Đo Đo, cũng trở thành điểm đến check-in của nhiều khán giả.

## Giải thưởng và thành tựu

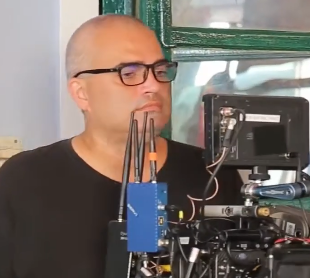
nhà quay phim Dominic Pereira

| Năm  | Giải thưởng                        | Hạng mục           | Đề cử            | Kết quả   |
| ---- | ---------------------------------- | ------------------ | ---------------- | --------- |
| 2021 | Liên hoan phim Việt Nam lần thứ 22 | Bông Sen Vàng      | Mắt biếc         | Đoạt giải |
| 2021 | Liên hoan phim Việt Nam lần thứ 22 | Âm nhạc xuất sắc   | Christopher Wong | Đoạt giải |
| 2021 | Liên hoan phim Việt Nam lần thứ 22 | Quay phim xuất sắc | Dominic Pereira  | Đoạt giải |
| 2020 | Giải Cánh diều 2019                | Âm thanh xuất sắc  | Vũ Thành Long    | Đoạt giải |